# Casa del Cordón (Palencia)

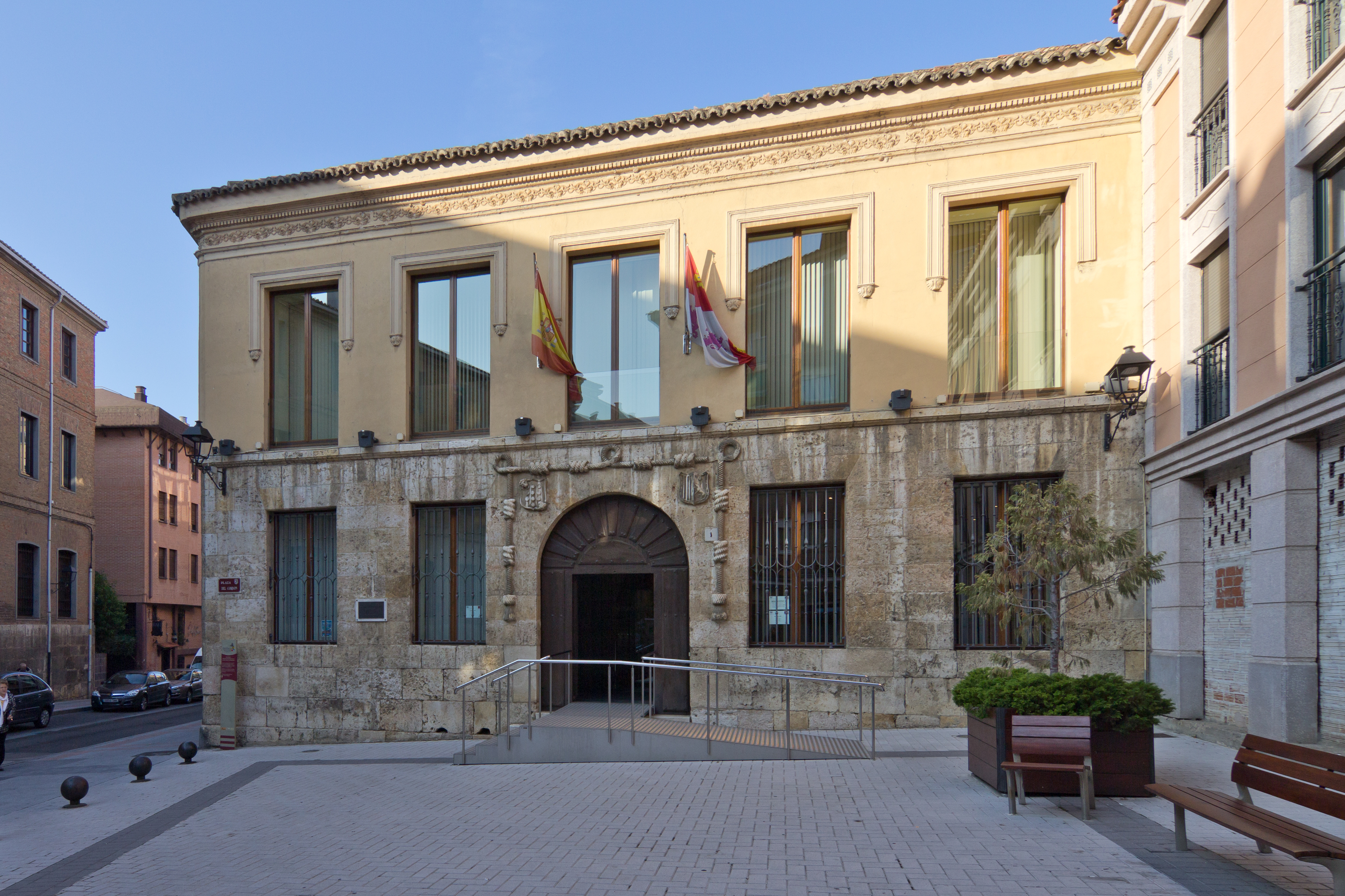
Casa del Cordón in Palencia

Die Casa del Cordón ist eine ehemalige Herberge (Posada) in Palencia, der Hauptstadt der Provinz Palencia in der Autonomen Region Kastilien und León, die im 16. Jahrhundert errichtet wurde. Das Haus an der Plaza del Cordón  ist seit 1962 ein geschütztes Baudenkmal (Bien de Interés Cultural).

## Geschichte und Beschreibung
Das Haus im Stil der Renaissance wird als Haus der Kordel bezeichnet, denn das Portal wird von der Kordel der Franziskaner geschmückt. Zum Schmuck des Portals gehören auch die zwei Wappen der Erbauer, des Ehepaares Isabel Rodríguez Monroy und Francisco Núñez de Paz.
Das Innere des Gebäudes wurde für die Zwecke des Museums modern umgebaut.

## Heutige Nutzung
Heute befindet sich darin das 1997 eröffnete Archäologische Museum der Provinz Palencia (Museo Arqueológico Provincial). Auf drei Stockwerken wird die Geschichte der Region von der Vorgeschichte bis zum Hochmittelalter dargestellt.